# Nops ernestoi
Nops ernestoi là một loài nhện trong họ Caponiidae.
Loài này thuộc chi Nops. Nops ernestoi được Sánchez-Ruiz miêu tả năm 2005.